# 世界祝祭博覧会
世界祝祭博覧会（せかいしゅくさいはくらんかい）は、1994年（平成6年）に三重県伊勢市で「第5回ジャパンエキスポ」として開催された地方博覧会。愛称はまつり博・三重’94。
現代を生きる人々が物質的・経済的な豊かさを手に入れた一方で失われたものも多いという認識に立ち、祭りという出会いを通して活力ある明日の暮らし・地域づくりを目標に開催された。

## 概要
- テーマ - 新たな“であい”を求めて
- 愛称 - まつり博・三重’94
- マスコット - ミポラ
- 会場及び規模 - 三重県伊勢市朝熊山麓 約40ヘクタール
- 会期 - 1994年（平成6年）7月22日〜11月6日 108日間
- 入場者 - 約351万人
- 主催 - 財団法人世界祝祭博覧会協会
- 後援 - 政府省庁 政府機関 地方公共団体 経済団体など
- 総合プロデューサー - 平野繁臣

## 入場料
- 年長者は満65歳以上

|                        | 大人   | 高校生 | 小中学生 | 幼児  | 年長者 |
| ---------------------- | ------ | ------ | -------- | ----- | ------ |
| 第2期前売り券          | 2500円 | 1700円 | 1200円   | 400円 | －     |
| 当日普通入場券         | 2800円 | 2000円 | 1500円   | 500円 | －     |
| 特別割引入場券         | 1400円 | 900円  | 700円    | －    | 1400円 |
| 一般団体割引入場券     | 2600円 | 1800円 | 1300円   | 450円 | －     |
| 学校行事団体割引入場券 | －     | 900円  | 700円    | 200円 | －     |
| 夜間割引入場券         | 800円  | 400円  | 400円    | －    | －     |
| 全期間通用入場券       | 8000円 | 5600円 | 4200円   | －    | －     |

## パビリオン

### テーマ広場
テーマ館
- テーマ：「新たな“であい”を求めて」
- 出展者：（財）世界祝祭博覧会協会
- エントランスに「テーマステージ」まつり博のテーマや意義などを映像等で紹介。
- 「プロローグゾーン」では形状記憶合金でできた「椿の庭」の展示。「人と自然ゾーン」では恐竜時代の展示。中国河南省からの恐竜の化石の展示も。
- 「人と技術ゾーン」では、人類の歴史と技術の変遷についての映像。スクリーンの前のステージでは、盲導犬ロボット「MELDOG」の実演ショーを展開。
- 「人と人のゾーン」では多様な人間の暮らしの営みを紹介。「エピローグゾーン」では「共生の時代」の動くモニュメントと、三重県の将来計画を紹介する。

テーマ映像館
- テーマ：「新たな“であい”を求めて」
- 出展者：（財）世界祝祭博覧会協会
- 巨大ドーム型パビリオン。ドームスクリーンに、「朝」「昼」「夜」の一日の暮らしを縦糸に、日本や世界各地の生活や文化、伝統行事や祭りなど、人間が織りなす様々なドラマの映像を上映。

まつり・からくり・オートマタ館
- テーマ：「ひとと機械、夢とかたち・・・」
- 出展者：株式会社第三銀行 財団法人世界祝祭博覧会協会
- 「イントロダクション」では19世紀のヨーロッパのオートマタ（自動人形）を展示。
- 「キャバレー・メカニカル・シアター」では、ロンドンの現代のアルチザンたちが製作したユーモアあふれるオートマタ31点を展示。
- 「まつり・からくり・まつり」では、愛知県犬山市の犬山祭車山など日本伝統のからくり人形の展示と実演。
- 「現代芸術とオートマタ」では、海外の5人の現代芸術家の、コンピューターやロボット技術を使ったオートマタを展示。

伝統産業館〜技の架け橋〜
- テーマ：「技の架け橋」
- 出展者：産業館出展実行委員会
- 外観は、アーチ型の架け橋をモチーフにしている。
- 「北勢の技ゾーン」「中南勢の技ゾーン」「伊勢志摩の技ゾーン」「伊賀の技ゾーン」「東紀州の技ゾーン」で、各地域の文化や産業特性等を紹介。
- 「三重県の産業総合ゾーン」では、通産大臣指定の伝統工芸品5品の実演と、県の歴史や商工業の成り立ちを紹介したミニシアターの上映。

夢のバイオパーク
- テーマ：「自然と技術との“であい”」
- 出展者：岡三グループ （財）岡三加藤文化振興財団 （財）世界祝祭博覧会協会
- 監修・協力：水産庁養殖研究所 四日市市農業研究指導所 三重県農業技術センター
- 外観は、ガラスで出来たピラミッド型のパビリオン
- 「フローティングファーム」ではバナナの樹が中空に吊られたまま生育。「空中菜園」では水耕栽培技術による空中での野菜や果物の栽培。「フラワーウォールでは、花やハーブの壁がゆっくり動く。
- 中央の「バイオプラザ」では、「バイオと畜産」「バイオと植物」「バイオと水産」の3つのコーナーで、バイオの最先端技術を紹介。

食とみどりの館
- テーマ：「太陽と大地と黒潮の恵み」
- 出展者：三重県 三重県農林水産関係団体
- 三重県産材を使ったログハウス。庭には杉、クスノキ、ケヤキ、ミカン、イチジク、ブドウ、柿などの樹が植えてある。
- パビリオン中央には三重県をかたどったジオラマがあり、映像と連動して三重の四季の移り変わりを紹介。
- 三重県の特産品を扱う物販と調理販売ゾーンや屋外イベントステージ、木かげ茶屋を設置。農林水産にちなんだ様々なイベントを実施した。

近畿・中部広域出展館 で・あ・い・らんど
- テーマ：「近畿圏と中部圏の発展」
- 出展者：近畿・中部広域出展実行委員会（福井県、滋賀県、京都府、大阪府、兵庫県、奈良県、和歌山県、富山県、石川県、長野県、岐阜県、静岡県、愛知県、名古屋市、三重県の15府県）
- 「であい」「連帯」「創造」をテーマに、三重県営サンアリーナのサブアリーナを会場としている。
- 「プロローグ」をぬけると、シースルースクリーンの映像とからくり人形の松尾芭蕉が案内する「であいのシアター」、伝統工芸から現代工業製品を紹介する「技のシアター」、自然の森と巨大地球儀による「自然のシアター」
- さらに、48面マルチスクリーンで地域の暮らしや祭り等を紹介する「こころのシアター」、足元の模型で紹介する「未来のシアター」と、5つのシアターで「であい」「連帯」「創造」を表現する。

来夢ランド（集合館）
- 21世紀万博館・ワールドカーニバル
  - テーマ「交流の杜から21世紀へ」
  - 出展者：21世紀万国博覧会誘致推進協議会
  - 世界の祭りを近代技術で表現する「祭りー交流の旅」コーナーと、21世紀万国博覧会（愛知万博）の紹介。

- 郵政未来館スペースシップシミュレーター「POST SHUTTLE」
  - テーマ「新しい出会い、新しいコミュニケーション」
  - 出展者：東海郵政局
  - 映像に合わせて動くシミュレーションライドシステム「ポスト・シャトル」。他に郵便局コーナーも設置

- 世界祝祭博覧会アマチュア無線特別局
  - テーマ「世界の人々とのであいとふれあいを電波にのせて」
  - 出展者：（社）日本アマチュア無線連盟

- エネルギーラビリンス〜迷宮から妖精ナージーを救え〜
  - テーマ「“人”と“自然”と“エネルギー”」
  - 出展者：通商産業省 資源エネルギー省
  - 風力や水力、光エネルギーなどを4つのドームと迷路で構成されたゾーンで紹介する、ゲーム参加型パビリオン。

- 日本未輸入、オモシロ輸入品大集合!
  - テーマ「〜触れて、乗って、遊んで、「輸入品との新たなであい〜」
  - 出展者：日本貿易振興会（ジェトロ）
  - 「おもちゃ」「ヘルスケア」「ギフト」「スポーツ」「アイデア」「スペイン」などのゾーンを期間ごとに展開し、輸入品を紹介。

- であい造幣館
  - テーマ「〜お金からのメッセージ〜」
  - 出展者：大蔵省造幣局
  - 日本や世界の貨幣や勲章、金属工芸品の展示や、歴史の紹介。

ワールドバザール
- 出展者：近鉄百貨店
- 世界各地の伝統的な民芸品、工芸品の販売。イベントなども連日開催。

ふるさとイベントプラザ
- テーマ：「ふるさと・まつりとであい」
- 出展者：三重県・市町村
- 県内69市町村によるふるさと自慢、味自慢を披露する「市町村デー」や、「県民自主参加」イベントなどを開催。

サンアリーナ

### 人と技術の広場
古河グループ館〜めぐみのパビリオン〜
- テーマ：「自然のめぐみから夢を育てる」
- 出展者：古河機械金属（株） 古河電気工業（株） 旭電化工業（株） 横浜ゴム（株） 富士電機（株） 富士通（株） 日本軽金属（株） 日本ゼオン（株） 朝日生命保険（相） （株）第一勧業銀行 他古河グループ37社
- 「水のゾーン」では、湧水の棲息する魚「ハリヨ」をキャラクターにした、三重県の自然の映像を上映。
- 「光のゾーン」では、大阪の「国際花と緑の博覧会」でも出展されたフルカラー3D映像「ユニバース2 -太陽の響-」を上映。

未来建設ランド21
- テーマ：「豊かで幸せな未来をめざして」
- 出展者：世界祝祭博覧会出展実行委員会
- 外観はダムの形をモチーフにした展示棟。建物の間に滝が流れている。
- 展示棟の前に、エントランスドームでインフォメーション。さらに青い歩道には斜長橋や建設機械、人工芝のある広場へと続く。
- ダム展示棟では、「水の大切さ、交流を広げる道、夢と未来を与えるまち」をテーマに、模型や映像で建設事業などを展示紹介。

NTTグループ館・インタラクティブシアター
- テーマ：「コミュニケーションがもたらす『であい』『ふれあい』〜フューチャーコミュニケーション〜」
- 出展者：NTTグループ32社
- 「インタラクティブシアター」では、ロボット・アレックスとしょう太少年の冒険を描いた観客参加型映像「ALEX WORLD」を上映
- 「未来の通信サービスコーナー」ではマルチメディアを紹介。

三井・東芝館
- テーマ：「チャレンジ!『ジャパンカップF1』」
- 出展者：世界祝祭博覧会 三井・東芝出展者会
- エアドームのパビリオン。200インチ大型スクリーンと左右の100インチスクリーンに映し出されるF1マシンを、観客が手元のブック型PCで捜査して、F1レースを展開する。

ホンダ館
- テーマ：「夢とチャレンジ」
- 出展者：本田技研工業株式会社
- 第一ゾーンでは、レースシーンの映像とF1マシンや二輪レースマシンの展示。第二ゾーンでは、エコを意識した未来志向の四輪、二輪のコンセプトモデルとソーラーカーの展示。

Panasonic R・E・A・L WORLD
- テーマ：「AV&CCが創るエンターテインメントの世界」
- 出展者：松下電器産業株式会社
- ハイビジョンシアターでは、CGアニメーション「ADVENTURES IN AUDIANA」を上映。
- 「3DOリアルワールド」では、インタラクティブ・マルチプレーヤー「3DOREAL」を紹介する。

JR東海館「時間旅行」
- テーマ：「親子を乗せて旅と夢『絆』
- 出展者：東海旅客鉄道株式会社（JR東海）
- 「昔の旅」「今の旅」「未来の旅」の3つのゾーンで、SLや新幹線、リニアなどの鉄道模型やジオラマ、パネルや映像などを展示、紹介。

### 人と自然の広場
鳥羽水族館パビリオン
- テーマ：「海より深い海がある」
- 出展者：鳥羽水族館
- 「氷の海・北極圏ゾーン」ではイッカクの映像とレプリカ、「人魚のいる海・赤道直下ゾーン」ではジュゴンの生態映像、「不思議な海・ガラパゴスゾーン」ではゾウガメやウミガメ、ウミイグアナの生態映像を紹介。
- 「地の果ての楽園・アシカの海ゾーン」ではアシカやオットセイの生活ぶりの展示、「シーラカンスのいる海・コモロゾーン」ではシーラカンスの生態映像を紹介。

三菱マリオネットシアター
- テーマ：「自然と共生するひとの心」
- 出展者：世界祝祭博覧会三菱グループ実行委員会
- ドーム型パビリオン。伝統的なあやつり人形を、コンピューター操作で操る人形劇「貫太と竜神様」を上演。

バーチャルシアター電力館
- テーマ：「エネルギー・人・自然の調和を求めて」
- 出展者：中部電力株式会社
- 三角形の鏡で囲まれた「万華鏡」の映し出される映像と、バーチャル・オーディオ・システムによる超リアルサウンドで、バーチャルシアター「人と自然のシンフォニー」を上映。
- ウェイティングコーナーでは、桑名市「石取祭」の祭車を展示。屋外コーナーではソーラーカーや電気自動車の展示。

ミキモトパールドーム
- テーマ：「－人類の時を超えた－生命の刻む時」
- 出展者：ミキモトグループ
- 直径20mのパール色のエアドーム。敷地前面の大きな池に映り込ませることで、「真珠」を表現。
- ドーム映像で、パラオ諸島や沖縄慶良間諸島のサンゴ礁と魚など、海中の自然のドキュメントを上映。

百五銀行グループ・世界のバードハウス館
- テーマ：「ひとと自然との共生」
- 出展者：百五銀行グループ
- 巨大なバードハウス（鳥の巣箱）をイメージした2階建てのパビリオン。キャラクター「ドードー」が説明するプロローグゾーン。2階のシアターでは「フシギの森」を上映。
- 1階の「バードハウスギャラリー」では、世界中のバードハウスを展示。

トヨタグループ館「未来研究所」
- テーマ：「豊かな社会づくりを目指すトヨタグループ 〜人・街・自然・（＝豊かな社会）と『技術』との“であい”を表現〜
- 出展者：トヨタ車体株式会社 トヨタ自動車株式会社 日本電装株式会社
- 「デザインルーム」のコーナーでは、キャラクター「シュタイン博士」による、“未来のクルマ”を作り上げていくストーリーの参加型シアター。
- 「テクノルーム」であは、「トヨタAA型」などの未来カーの展示や最新技術の体験など。

日立グループ館
- テーマ：「音楽と色彩が奏でるファンタジーの世界」
- 出展者：日立グループ
- ネオビマルチアニメ「ハーモニックシアター」は、4分音符「ピピ」と8分音符「ぺぺ」などの音符たちが世界中の音楽の旅に出かけるストーリー。

NEC館
- テーマ：「ハイテクえんにち」
- 出展者：NEC
- 「射的」「金魚すくい」「おみくじ」「富くじ」などをパソコンゲームとして体験。

### 人と人の広場
近鉄グループ館
- テーマ：「〜OSK festival theater〜」
- 出展者：近畿日本鉄道 近畿日本ツーリスト 近鉄百貨店 その他近鉄グループ各社
- 外観は白いエキゾチックなスペイン風な建物
- OSK日本歌劇団による特別公演グランドレビュー「日本のまつり 世界のまつり」（全12景）を上演。
- 屋外ではパエリアやサングリア、ボカディージョなどのスペイン風軽食とドリンクのコーナー。「ハビエル城からくり時計」も。

ダイワハウス・こども館
- テーマ：「ドラゴン・アドベンチャー」
- 出展者：大和ハウス工業株式会社
- ドラゴンの形をしたチューブの中は、地球上の生命の誕生から進化までを紹介する「ドラゴンパネル」、大気のマットで跳ねたり転んだりできる「ふわふわ雲」、氷やジャングルや宇宙まで地球上の様々な環境をテーマにした遊び空間「ドラゴンチューブ」や「ドラゴンネット」など、子供が遊び体験できるしくみになっている。

ふじやグループパビリオン/ひ・と・まつりの館
- テーマ：「memento mori/いのちと心の輪廻」
- 出展者：まつり博・三重’94ふじやグループ出展実行委員会
- 「忌むべき生命の断絶として考えられている「死」について考え、「生きる事の素晴らしさ」を体感できるパビリオン、とある。
- 「第1展示ゾーン」は様々な写真のフォトコラージュ手法で、「現在の生命ポジション」を認識させ、「第2展示ゾーン」では、現代の医療やマスメディアで活躍されている方々のメッセージや、ホスピスなどの現場の事例を紹介し、日本人の「死生観」を表現する。
- 「テーマゾーン」は瞑想の空間で、比叡山延暦寺の国宝「根本中堂」の「不滅の法灯」の分灯が中央に設置されている。現体験的な映像と合わせて、「新しい自分」「心の中の貴方」と出会い、「死」を考え生きる事を体感していく空間となっている。

まつりのゾーン
- テーマ：「世界との“であい”」
- 出展者：三重県
- 広場の中央に大きな池とイベントステージにもなる島があり、その周りを世界の5大陸をテーマにしたエリアを配置している。
- 「アジアエリア」 - タイ・エメラルド寺院（展示館）、中国庭園・東屋、モンゴル・パオ、インドネシア・トラジャ族の家
- 「ヨーロッパエリア」 - スイス・フレスコ画の家（トイレ）、ヨーロッパ広場、スペイン・オリーブ畑の家、イギリス・木組の家（展示館）
- 「アフリカエリア」 - エジプト・日干しレンガの家（展示館）、セネガルの民家（展示館）、マサイ族の家、ンデベレ族の家（飲食売店）
- 「アメリカエリア」 - チムシャン族の家（休憩所）、西部カントリーハウス（記念品売店）、アメリカ・コロニアル様式の家（展示館）、平原インディアンテント、ペルー・ケチュア族の家
- 「オセアニアエリア」 - マオリ族の集会所（展示館）、フィジーの神殿、西サモアの家、ヤップ島の家（インフォメーション・飲食売店）

伊勢の伝統ゾーン
- テーマ：「むかしとであう夢道中」
- 出展者：伊勢市・世界祝祭博覧会伊勢市推進協議会
- 江戸時代のお伊勢さまへの参宮街道を表現し、峠の茶屋や水車小屋、伊勢独特のたたずまいの家屋が建ち並ぶ。
- 伊勢の伝統的な特産物（伊勢一刀彫、伊勢春慶、神殿、伊勢玩具、根付、伊勢紙など）や名産品の実演販売する店舗のゾーン、伊勢の文化を紹介する展示館、伊勢の土産をそろえた長屋、芝居小屋などがあり、伊勢の伝統的な芸能や大道芸などの催し物があった。

味わい広場

### ミポランド
- 大観覧車、ジェットコースター、急流すべり、メリーゴーランド、ティーカップ、スーパースイング、ファンハウス、サイクルモノレール、ゲーム&小型遊技機、ミニSL、おとぎ列車、ダウンタウン、回転ブランコ、体験砂金採り、マジックワールド、バッテリーカー、サファリペットなど

## 沿革

### 博覧会構想
- 1984年（昭和59年）8月10日 - 三重県知事と近鉄社長らが三重県の観光振興について会談[2]。この中で国際的イベントの開催について語られたことが、博覧会構想のきっかけとされている。
- 1985年（昭和60年）11月29日 - 三重県知事が博覧会の基本構想を発表。愛称は「93世界まつり博・三重」、テーマは「海・森・太陽-人間・その心とからだ」、主会場を伊勢・志摩とし、会場は2ヶ所から3ヶ所、国際博覧会も視野にいれたものであった。[3]
- 1986年（昭和61年）9月2日 - 三重県知事が博覧会の基本計画を発表。伊勢志摩地区を舞台に海・森・太陽を象徴する3会場を設定、開催期間は春から秋までの6ヶ月間で会場総面積は約100ヘクタール入場者は約1千万人を見込むものであった。同時に伊勢・鳥羽間に一般有料道路を建設する計画も発表される。[4][5]

### 会場選定
会場候補地としては、海の会場として鳥羽市小浜半島が、太陽と森の会場として伊勢市朝熊山麓、度会郡二見町の溝口・山田原地区が立候補していたが、鳥羽市に関しては1994年までに開発が間に合わないと判断し開催を断念。朝熊山麓を主会場、二見町候補地を駐車場とすることを決定する。
- 1986年（昭和61年）
  - 12月9日 - 鳥羽市長が同市議会で博覧会会場として鳥羽市小浜地区を立候補していることを表明[6]。
  - 12月12日 - 伊勢市長が同市議会で博覧会会場として伊勢市朝熊地区を立候補していることを表明[7][8]。
- 1987年（昭和62年）10月14日 - 二見町長が伊勢市長とともに三重県庁を訪れ、二見町溝口・山田原地区を伊勢市側候補地とあわせた形での主会場誘致を要望。会場候補地は、同町溝口から山田原にかけての山林を含む農地で、大半が三重県内の大手不動産会社が宅地造成用に買収した土地であった。[9]
- 1988年（昭和63年）3月11日 - 三重県知事が博覧会会場を伊勢市朝熊地区に決定したことを発表。二見町溝口・山田原地区は駐車場として利用。鳥羽市小浜地区は保留。[10][11]
- 1989年（平成元年）1月30日 - 三重県が鳥羽市での博覧会開催を断念したことを発表。[12][13]

### 計画縮小とジャパンエキスポ認定
- 1990年（平成2年）
  - 4月頃 - 総合プロデューサーに現代芸術研究所所長の平野繁臣が就任。[14][15]
  - 10月29日 - 総合プロデューサーが三重県知事に実施計画案を提示[16]。
  - 11月22日 - 従来の計画を大幅に縮小した実施計画案が三重県から三重県議会に提示。会期を約6か月から108日間（1994年7月22日から1994年11月6日まで）に、目標入場者数1000万人を300万人に、愛称を「まつり博-三重94」、テーマを「新たな“であい”を求めて」に変更[17]。
- 1991年（平成3年）7月23日 - 通産省のジャパンエキスポに認定[18]。

### 会場周辺の開発・整備
- 1993年（平成5年）
  - 2月20日 - JR東海参宮線二見浦駅（博覧会会場の最寄り駅）の新駅舎が完成。
  - 4月27日 - 伊勢戦国時代村開業。
  - 7月4日 - 伊勢鉄道伊勢線の河原田 - 中瀬古間の複線化工事が完了。
  - 8月1日 - JR東海快速みえ運行区間が名古屋 - 松阪間から名古屋 - 鳥羽間まで延長。
  - 12月 - 近鉄鳥羽線五十鈴川駅（博覧会会場の近鉄線での最寄り駅）の駅前広場整備完了。
- 1994年（平成6年）
  - 3月15日 - 近鉄特急伊勢志摩ライナー運行開始。
  - 4月17日 - 伊勢二見鳥羽ラインが全線開通。
  - 4月22日 - 志摩スペイン村開業。
  - 6月5日 - 博覧会の主会場となる三重県営サンアリーナが完成。
  - 6月30日 - 国道23号南勢バイパスが全線4車線化完了。

### 博覧会の開催
前期（7月22日から9月13日まで）の1日平均入場者数は26,804人で、目標の30,000人を下回る結果となった。『公式記録』では、三重県では観測史上最高の猛暑が影響したものと分析している。また、新聞記事などでは、同時期に和歌山県で開催された世界リゾート博（7月16日から9月25日まで）との競合による影響もあったのではないかと分析している。
後期（9月14日から11月6日まで）に関しては、9月26日に台風26号の影響で1日閉場となったものの、総体的に晴天に恵まれ、1日平均入場者数は38,922人となり、全期間中の総入場者数は目標の300万人を超えることとなった。
- 1994年（平成6年）
  - 7月22日 - 博覧会開幕。
  - 8月5日 - 津地方気象台の観測所で観測史上最高気温39.5度を記録（2010年現在においても史上最高気温）。伊勢市消防本部では観測を開始した1959年以降での最高気温40.3度を記録。
  - 8月27日 - 累積入場者数100万人達成。
  - 9月1日 - 1日の最低入場者数7,678人を記録。
  - 9月16日 - この日より閉場時刻を午後6時から午後5時に繰り上げる。ただし、土日祝日に関しては予定を変更し、午後6時に据え置く。
  - 9月29日 - 台風26号の影響により閉場。
  - 10月2日 - 累積入場者数200万人達成。
  - 10月9日 - 1日の最高入場者数96,283人を記録。
  - 10月11日 - 駐車場を平日無料とする。
  - 10月26日 - 累積入場者数300万人達成。
  - 11月6日 - 博覧会閉幕。総入場者数3,510,275人。

## 地域への影響
- 伊勢志摩を訪れる観光客は1970年代以降1300万人〜1400万人台で推移していたが、世界祝祭博覧会の開催と志摩スペイン村開業を受けて1994年には過去最高の1950万人を記録した[19]。
- 世界祝祭博覧会の開催に合わせて、伊勢二見鳥羽有料道路（伊勢二見鳥羽ライン）が開通した。この道路は会場への主要なアクセス道路となった。

## 会場の跡地利用
会場跡地は「サン・サポート・スクエア伊勢」として2億700万円かけて道路や排水設備を整え、2008年（平成20年）に造成が完了した。企業誘致は1995年（平成7年）から進められたが、なかなか買い手が付かない状況であった。
2011年（平成23年）になり、伊勢市村松町のヤマナカフーズが初めて進出に名乗りを挙げた。同社は同年に発生した東日本大震災を受けて海抜28mあるこの場所へ新工場を建設することを決め、2012年（平成24年）8月からの操業を目指している。
また、2007年より、多面サッカーグラウンド「伊勢フットボールヴィレッジ」が設置され、「朝間山麓公園ソフトボール場」も併設されている。

## 参考資料
- まつり博・三重’94公式ガイドブック（財団法人・世界祝祭博覧会協会）
- まつり博・三重’94パンフレット各種
- 藤田佳久・田林明 編『中部圏』日本の地誌7.朝倉書店.2007年4月25日.672pp.ISBN 978-4-254-16767-2
- 細野義晴（1994）"博覧会と地域振興―世界祝祭博覧会をひかえて―"松阪大学地域社会研究所報.4:43-54.
- 『世界祝祭博覧会 公式記録』財団法人世界祝祭博覧会、1995年3月。